# Alexandria Paropamisos
Alexandria Paropamisos o Alexandria del Caucas (en grec antic Αλεξάνδρεια) era una ciutat fundada per Alexandre el Gran a les muntanyes del Paropamisos (Hindu Kush) al país dels paropamísades l'any 329 aC. En època clàssica s'anomenava Caucas a la serralada de l'Hindu Kush.
Alexandre va poblar la ciutat amb 7000 macedonis, 3000 mercenaris i milers d'indígenes, segons Quint Curci Ruf, o uns 7000 indígenes i 3000 acompanyants no militars de l'exèrcit i diversos mercenaris grecs, segons Diodor de Sicília. També hi va construir fortaleses, entre elles l'actual Bagram, a l'Afganistan, als peus de l'Hindu Kush, que van substituir unes torres de defensa erigdes quasi al mateix lloc pel rei Cir el Gran de Pèrsia. De fet, Alexandria va ser una refundació d'un assentament aquemènida anomenat Kapisa. El seu déu principal era Zeus, segons es dedueix de les monedes trobades emeses en temps d'Eucràtides I, rei grec de Bactriana. Alexandria del Caucas va ser una de les capitals del Regne Indogrec (180 aC-10).
Hi va fer exploracions Charles Masson (1800-1853), un soldat i explorador de la Companyia Britànica de les Índies Orientals.